# Jaqueline Kelly
Jacqueline Kelly es una escritora y abogada neozelandesa.

## Vida personal
Kelly nació en Nueva Zelanda y se mudó a Canadá con su familia a una edad muy temprana. Más tarde, se instalaría en Texas. Se graduó en Derecho y en Medicina, y actualmente sigue ejerciendo como médica en Austin.

## Carrera como escritora
Su primera historia se publicó en la revista Mississippi Review en el año 2001.
En 2009 publicó su primera novela, La evolución de Calpurnia Tate, galardonada con una medalla Newbery. Esta obra narra la historia de Calpurnia, una niña criada en Texas a finales del siglo XIX, que aprende lo que conlleva ser una mujer estadounidense en aquella época y disfruta explorando la ciencia y la naturaleza con su abuelo. Recientemente, la autora ha publicado la continuación de este libro bajo el título de El curioso mundo de Calpurnia Tate.
Además de las novelas mencionadas anteriormente, Kelly ha escrito El regreso a los sauces, una secuela de El viento en los sauces publicada en 2012.

### Calpurnia Tate
- 2011, The Evolution of Calpurnia Tate. Traducción al español: La evolución de Calpurnia Tate.  (Isabel Margelí Bailó, Trad.) Roca Editorial.
- 2015, Curious World of Calpurnia Tate. Traducción al español: El curioso mundo de Calpurnia Tate. (Santiago del Rey, Trad.) Roca Editorial.

### Calpurnia Tate, Girl Vet
- 2016, Skunked! New York: Henry Holt and Company. Sin traducción al español.
- 2017, Counting Sheep New York: Henry Holt and Company. Sin traducción al español.
- 2018, Who Gives a Hoot? New York: Henry Holt and Company. Sin traducción al español.
- 2019, A Squirrelly Situation. New York: Henry Holt and  Company. Sin traducción al español.

### Otros
Return to the Willows (2015). Traducción al español: El regreso a los sauces. (Jorge Rizzo, Trad.) Roca editorial.